# كاتدرائية شلمنقة الجديدة
كاتدارئية سيدة الانتقال العذراء مريم أو المعروفة شعبيًا باسم لكاتدرائية الجديدة، هي واحدة من كاتدرائيتين موجودتين في مدينة شلمنقة الإسبانية، جنبًا إلى جنب كاتدرائية شلمنقة القديمة. هي مقر أبرشية شلمنقة. شُيدت بين القرنين السادس عشر والثامن عشر، وقد خلطت بين أساليب عمارة عصر النهضة والباروكية والقوطية. وهي ثاني أكبر كاتدرائية في إسبانيا من حيث الحجم وبرج الساعة والجرس، الذي يبلغ ارتفاعه 93 مترًا ويُعد واحدًا من أطول الأبراج في إسبانيا.

## التاريخ
تم بناء كاتدرائية شلمنقة الجديدة فيما بين أعوام 1513 و1733، مع الاحتفاظ بالأخرى القديمة. في البداية، فكروا في هدمها، إلا أنهم اعتمدوا معيار بقائها مفتوحة للعبادة حتى تنتهي عمال الكاتدرائية الجديدة. وعند الانتهاء من الأعمال في القرن الثامن عشر، تم إعادة النظر في هدمها، وتم إبقائها حتى الوقت الحالي. ومع ذلك، فإن الجدار الجنوبي للكاتدرائية الجديدة يستند على الجدار الشمالي القديم، الذي كان لا بد من تعزيزه من داخل الهيكل القديم، وقد تم تقليل صحن الكنيسة الجانبي بشكل جزئي مع بناء الجديدة. وتم تشييد برج الكاتدرائية الجديدة على برج جرس الكاتدرائية القديمة.

## السمات
تتسم الكاتدرائية بأسلوب العمارة القوطي، جنبًا إلى جنب مع كاتدرائية شقوبية، وتُعدا كليهما هما آخر اثنين موجودين في إسبانيا من الطراز القوطي.

## معرض صور

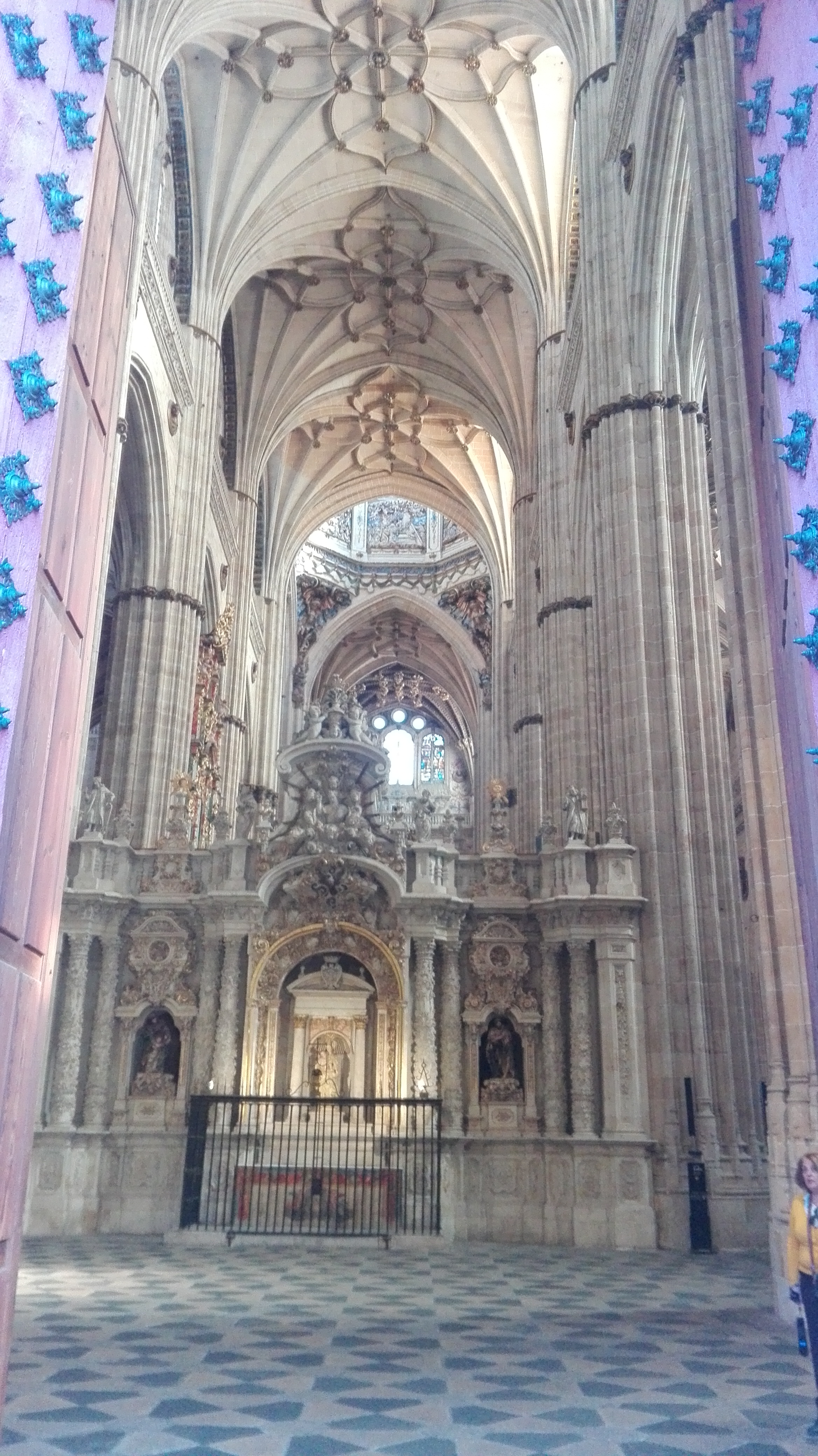
من داخل الكاتدرائية.
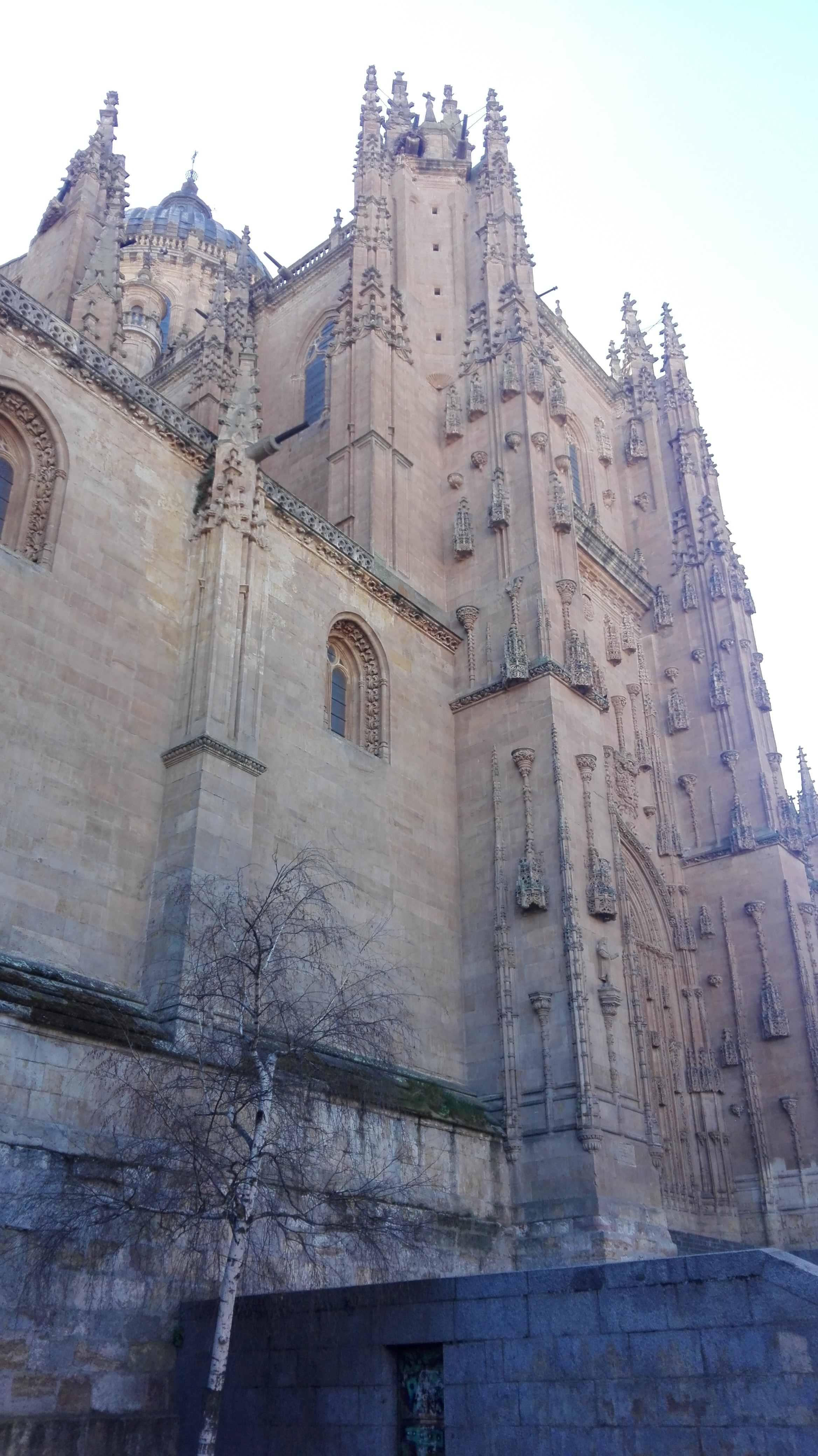
من الجهة الغربية للكاتدرائية.
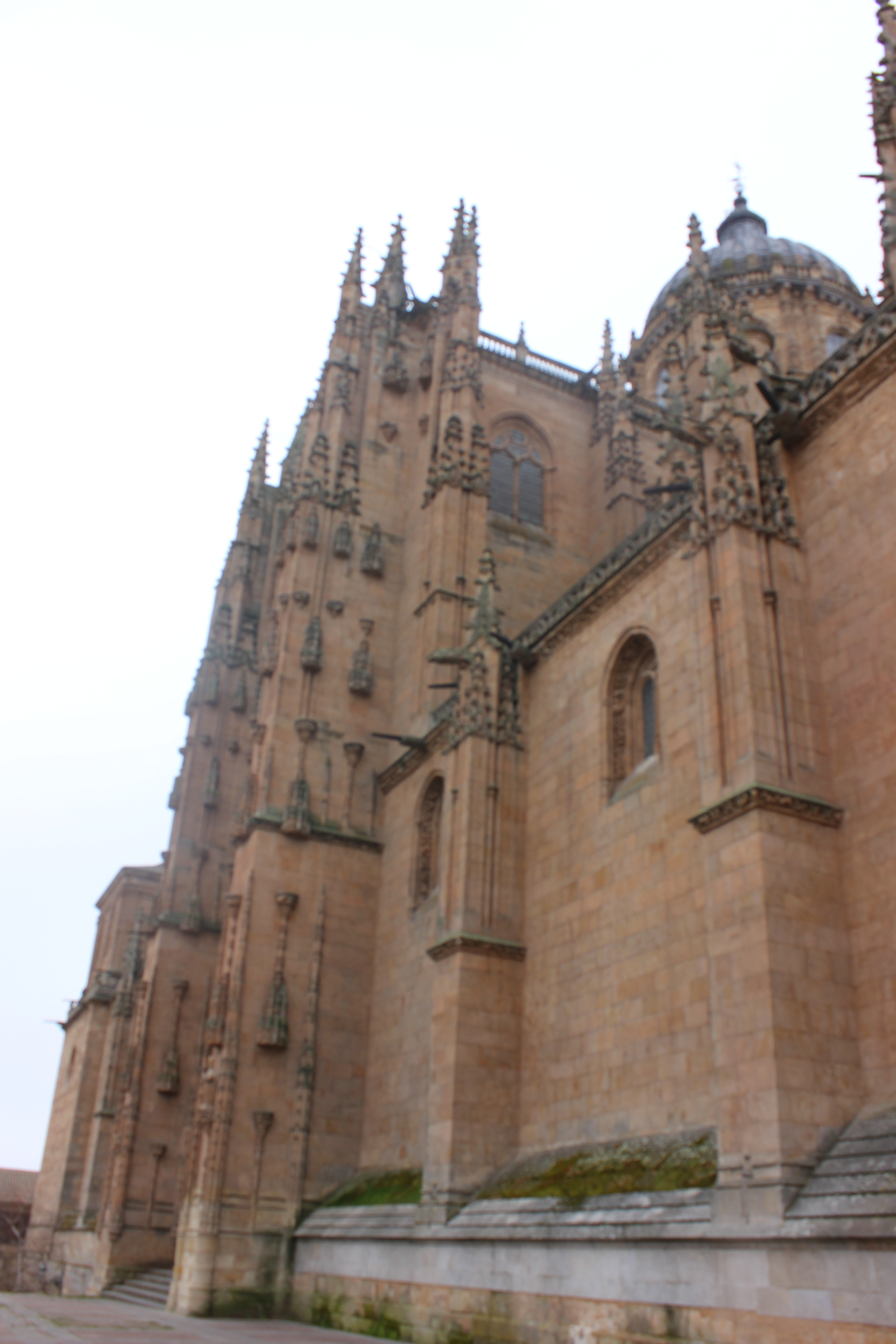
من الجهة الوسطى غربًا.
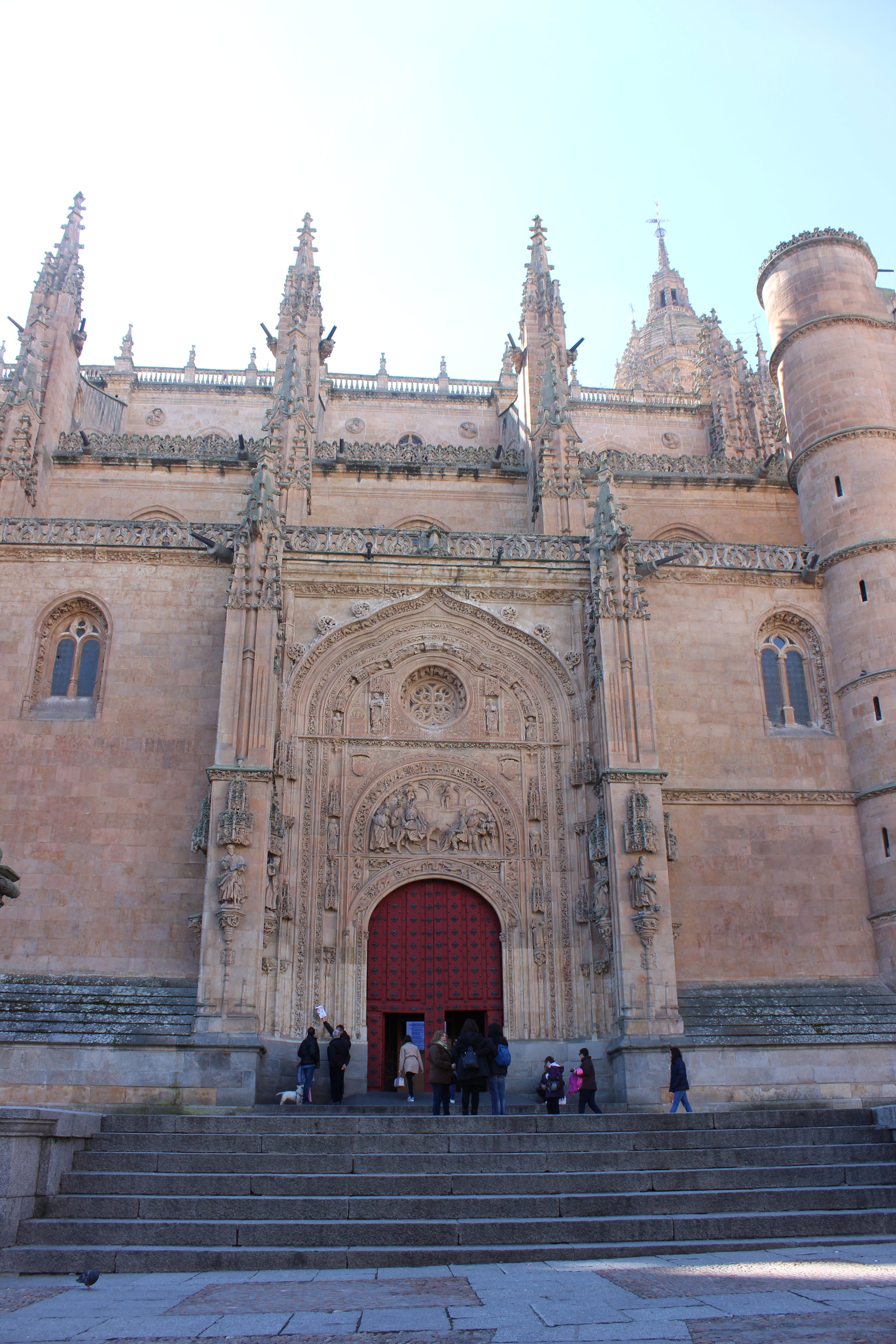
من مدخل الكاتدرائية.
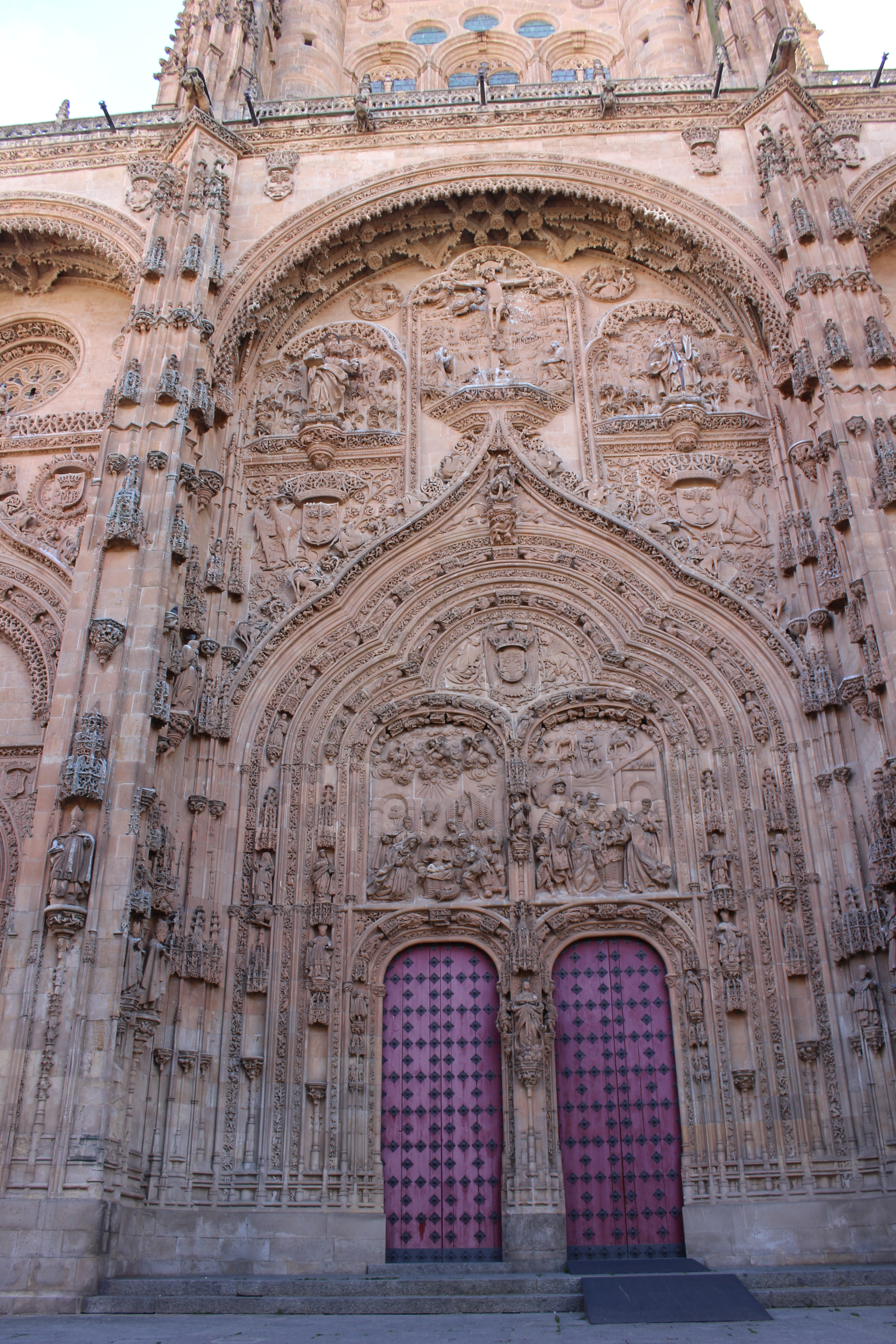
من الجانب.
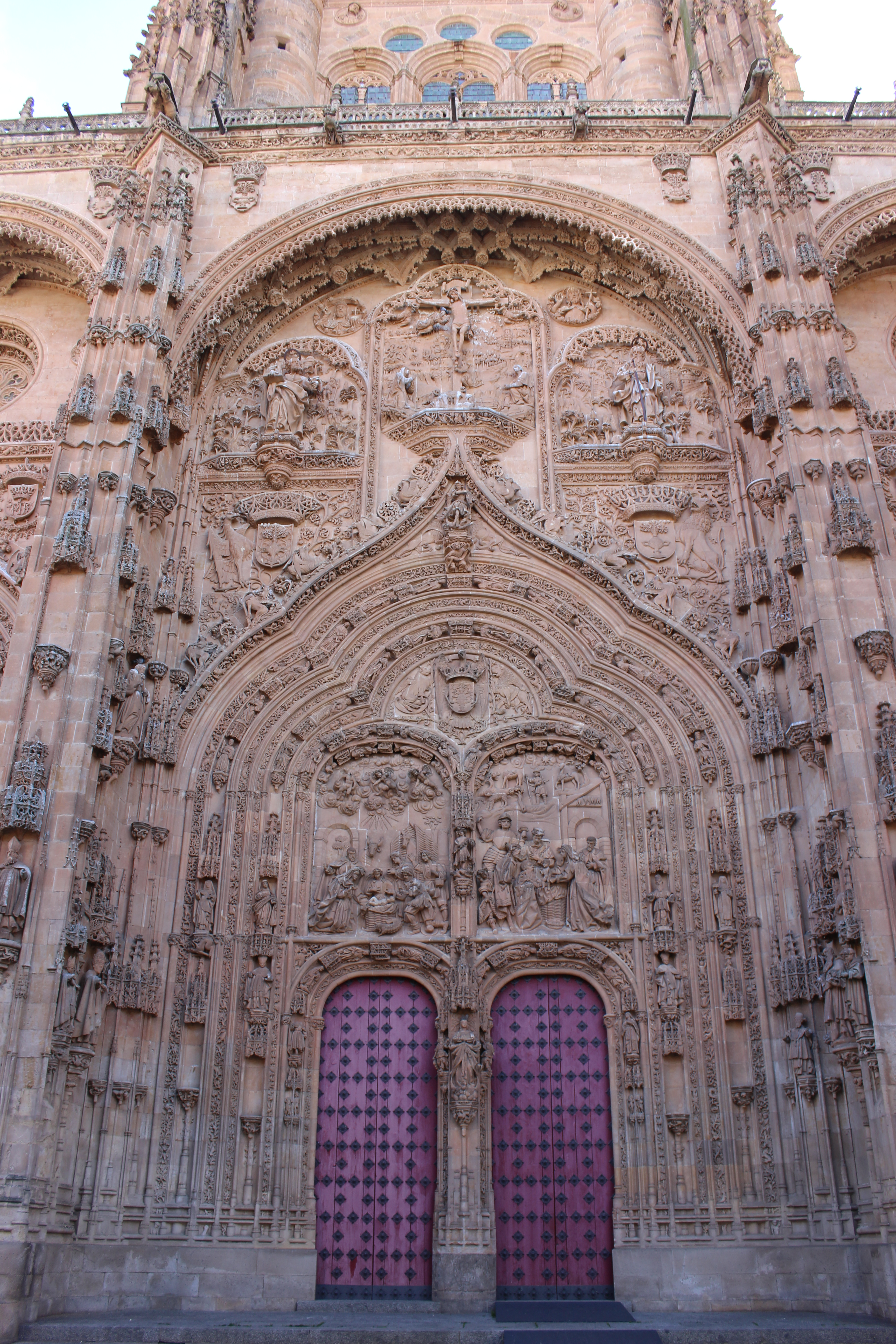
الزخرفة.
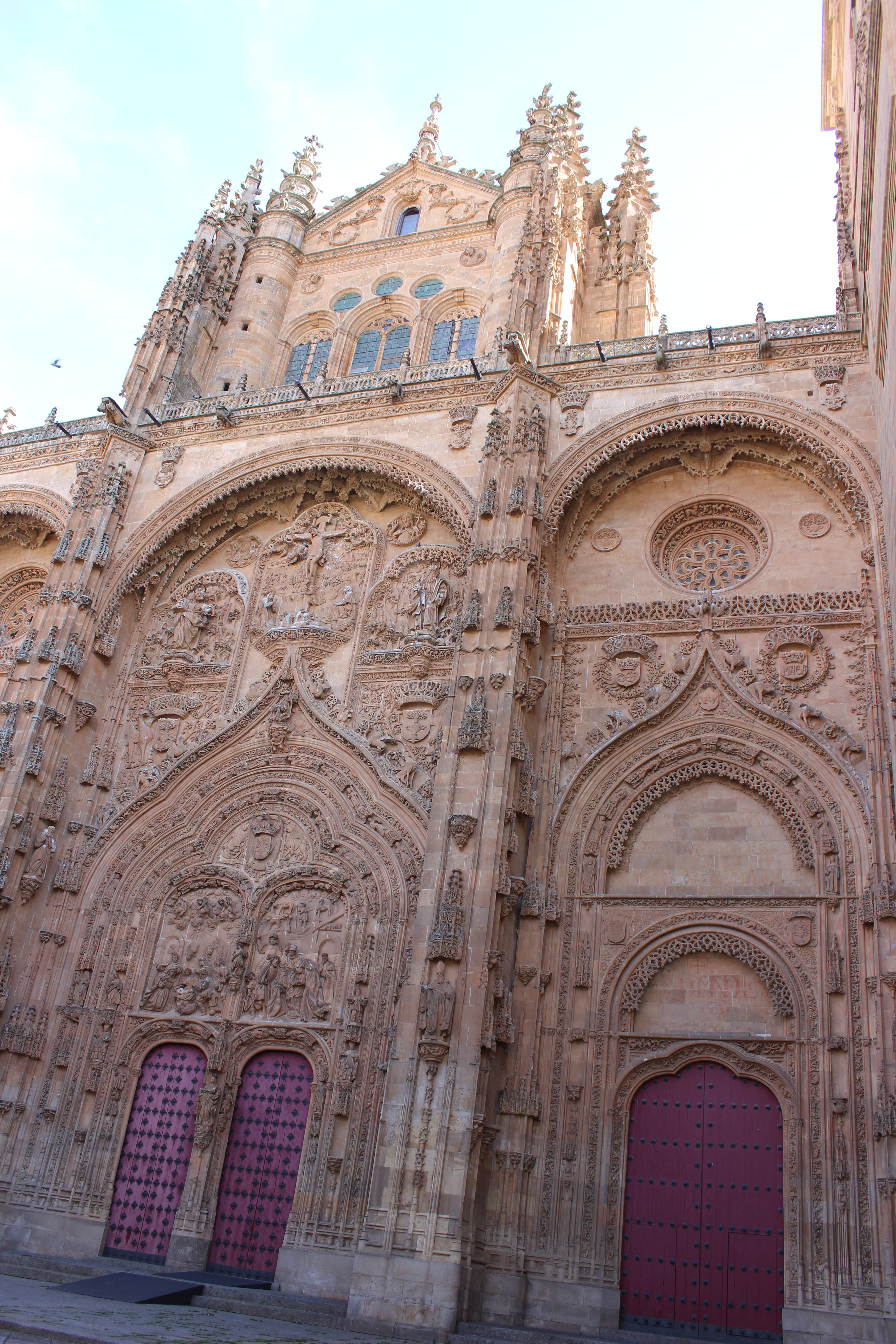
من الجانب.
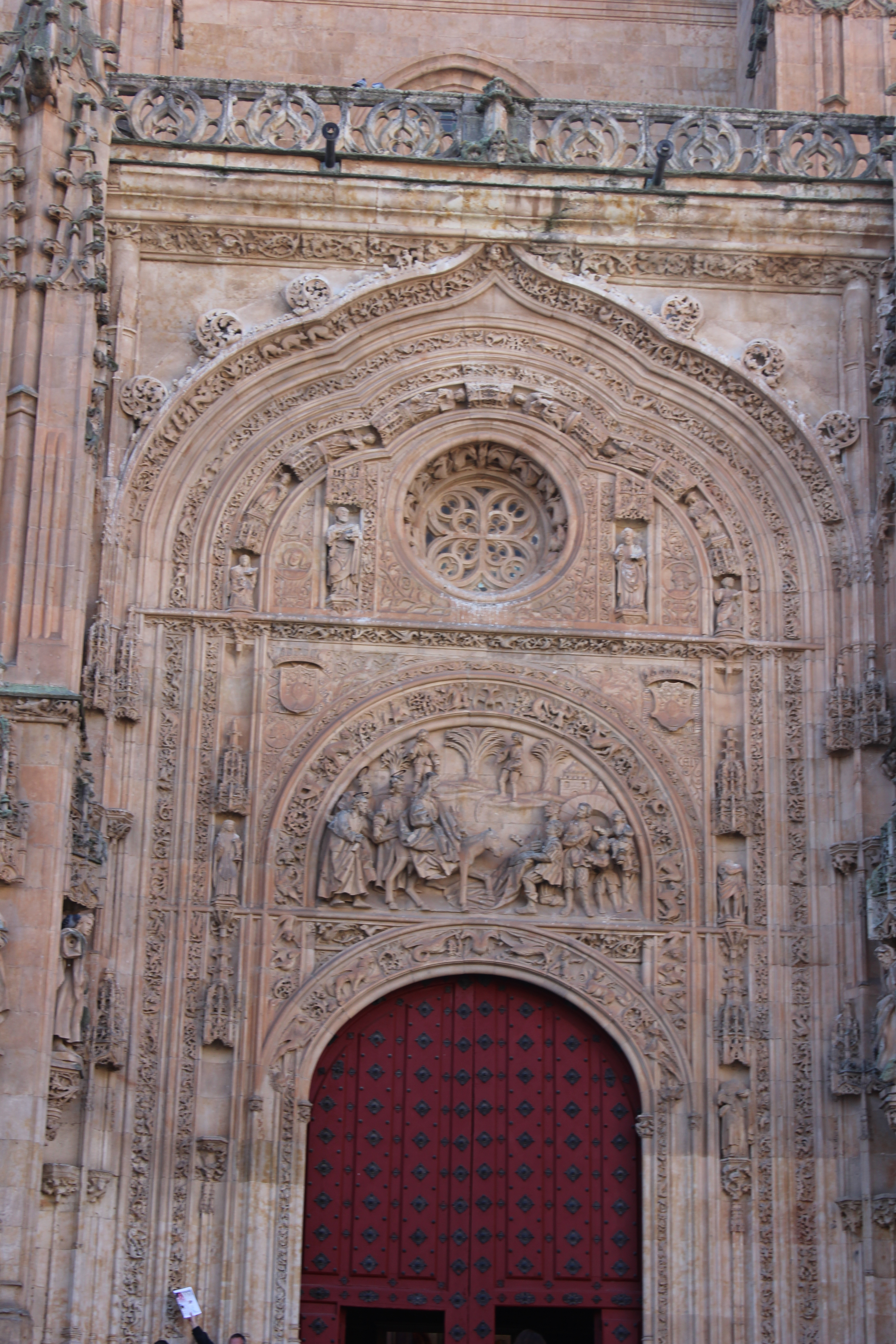
من الأمام.
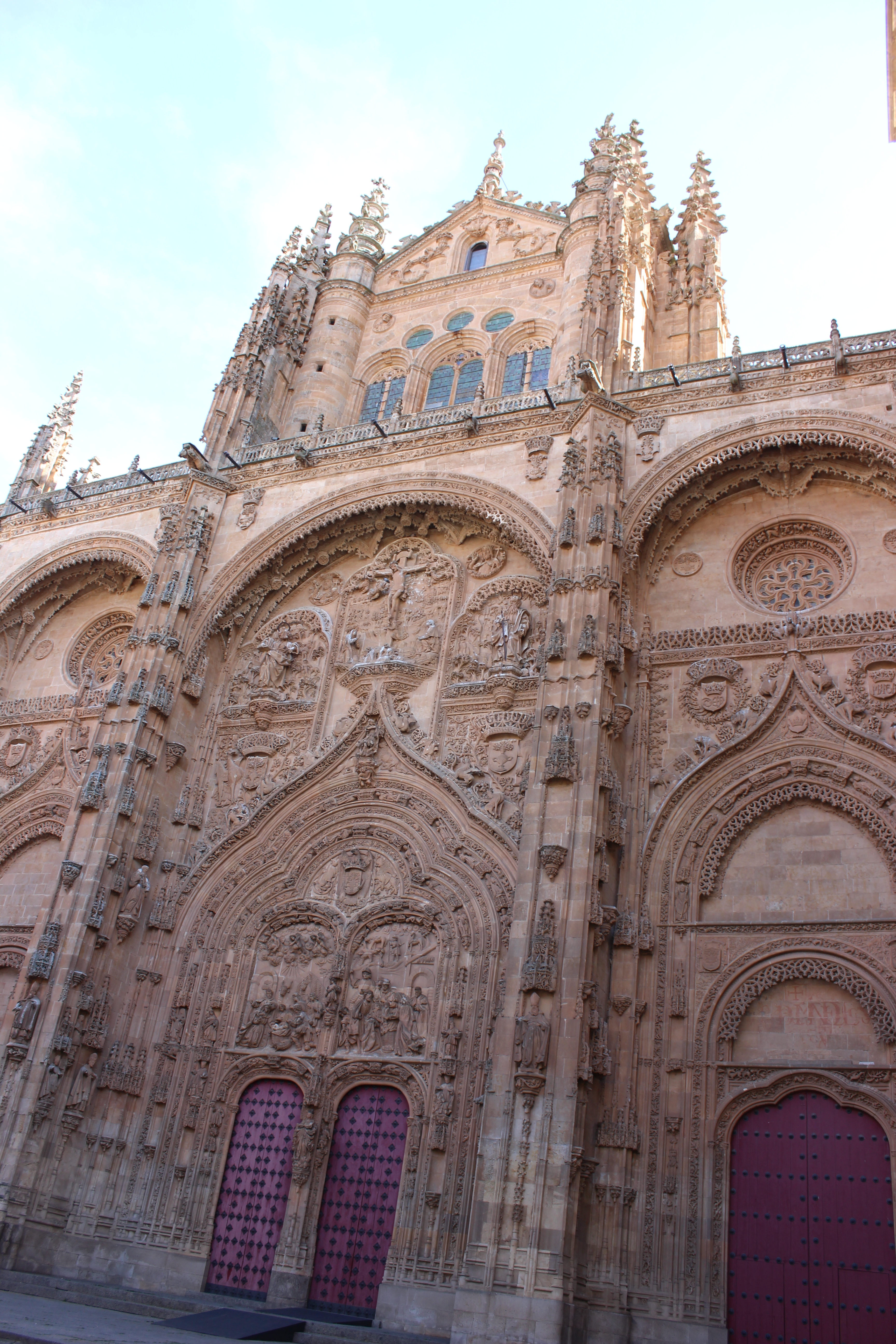
من الجانب.
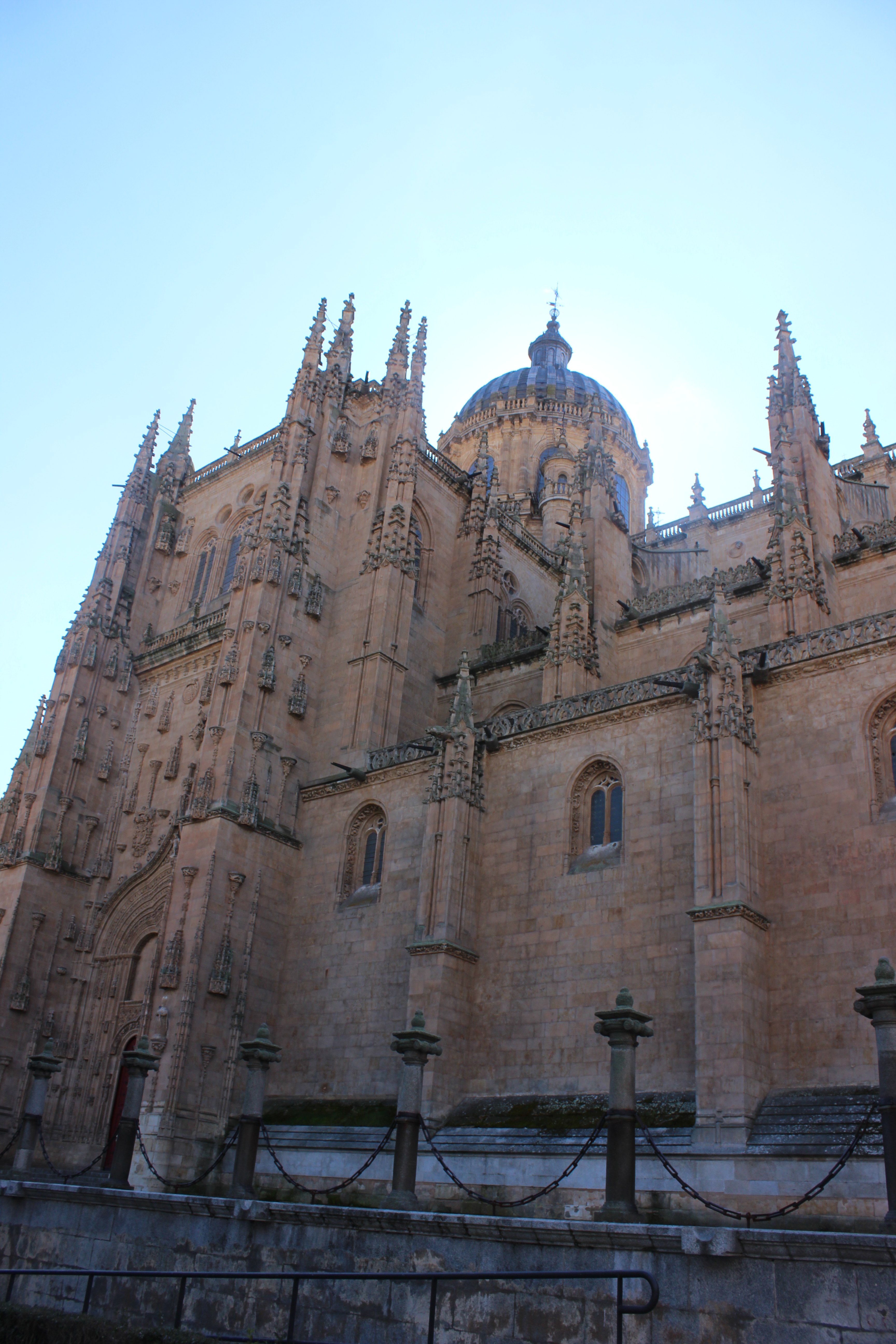
من الجانب الأمامي.
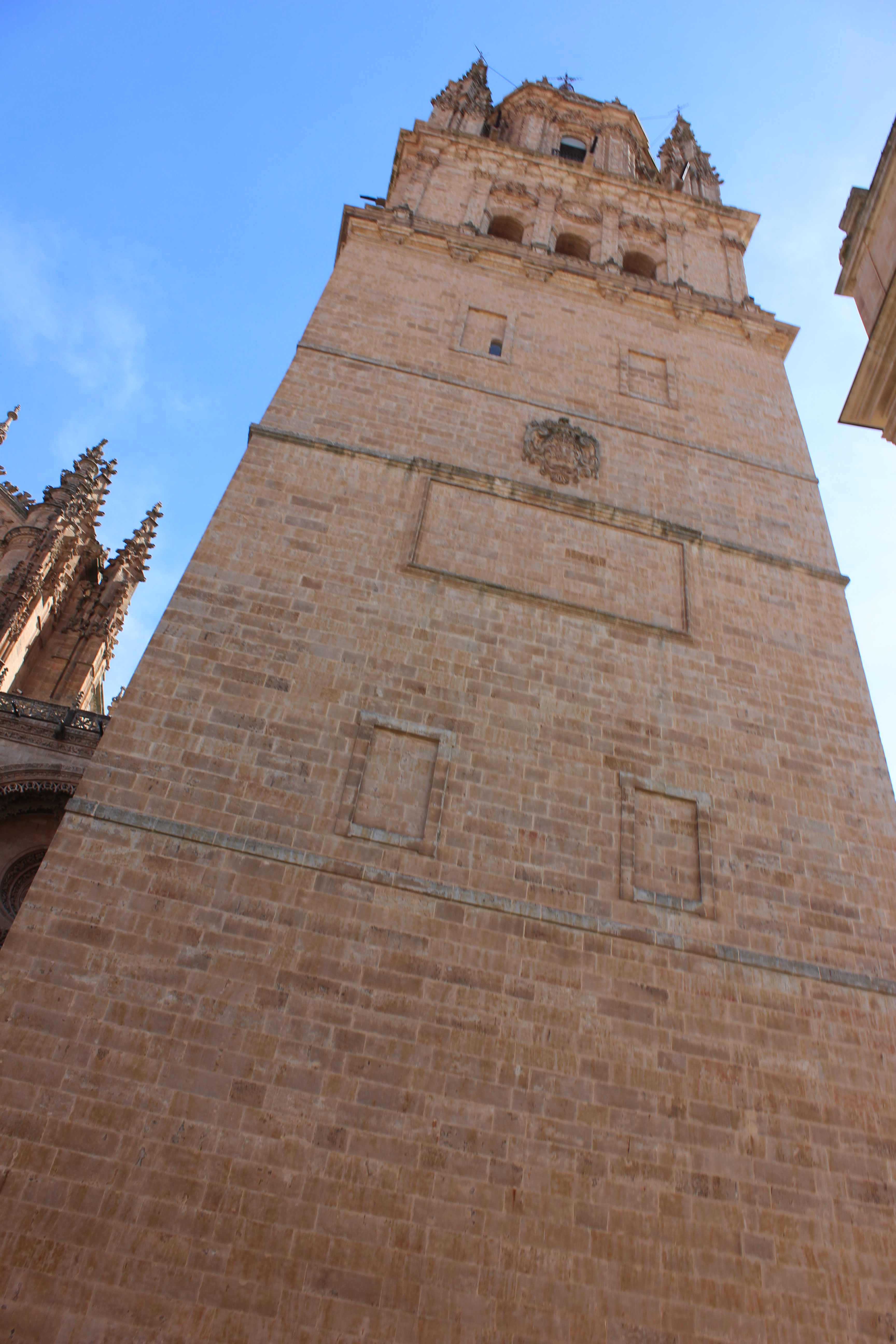
برج الساعة.
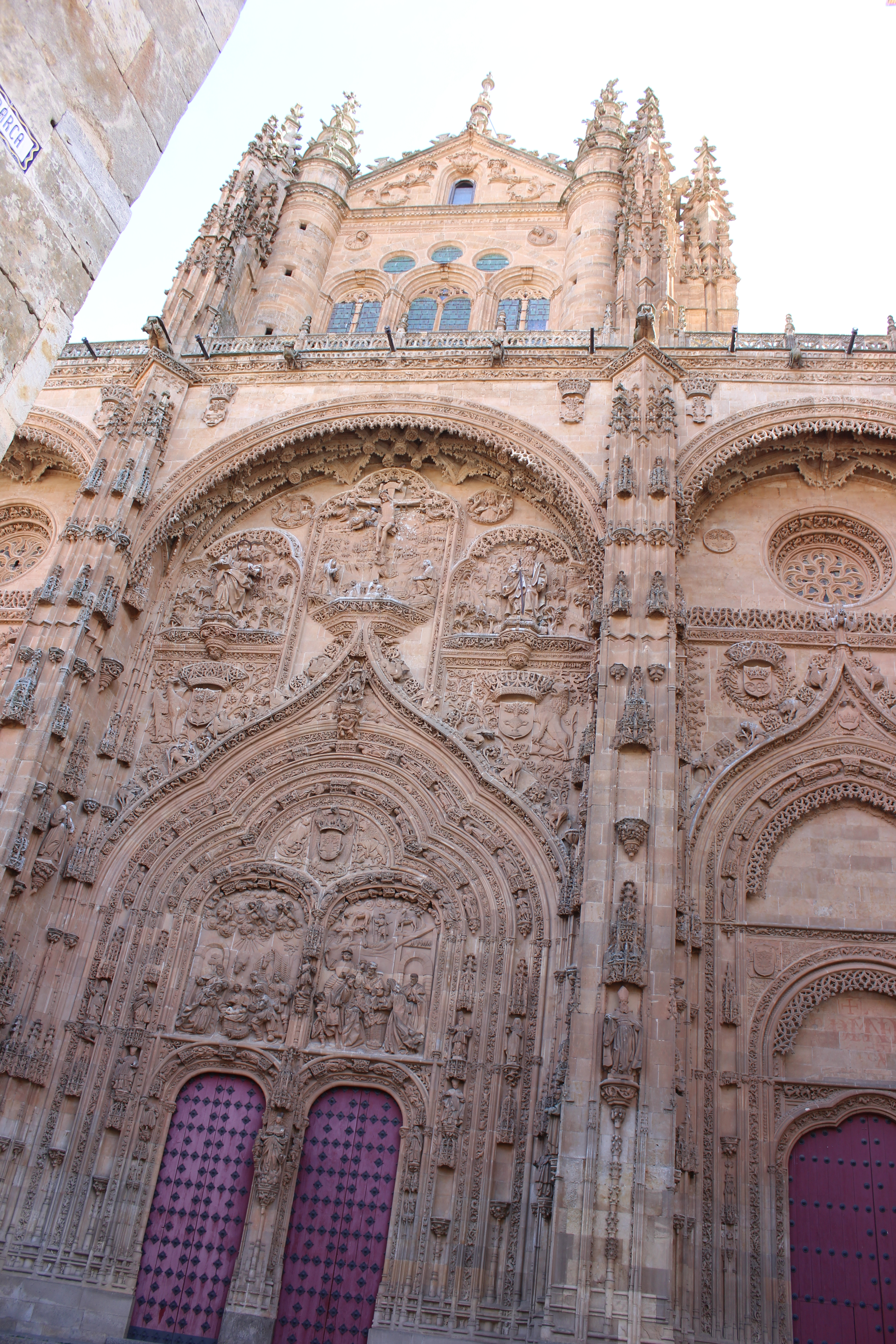
من الجانب.
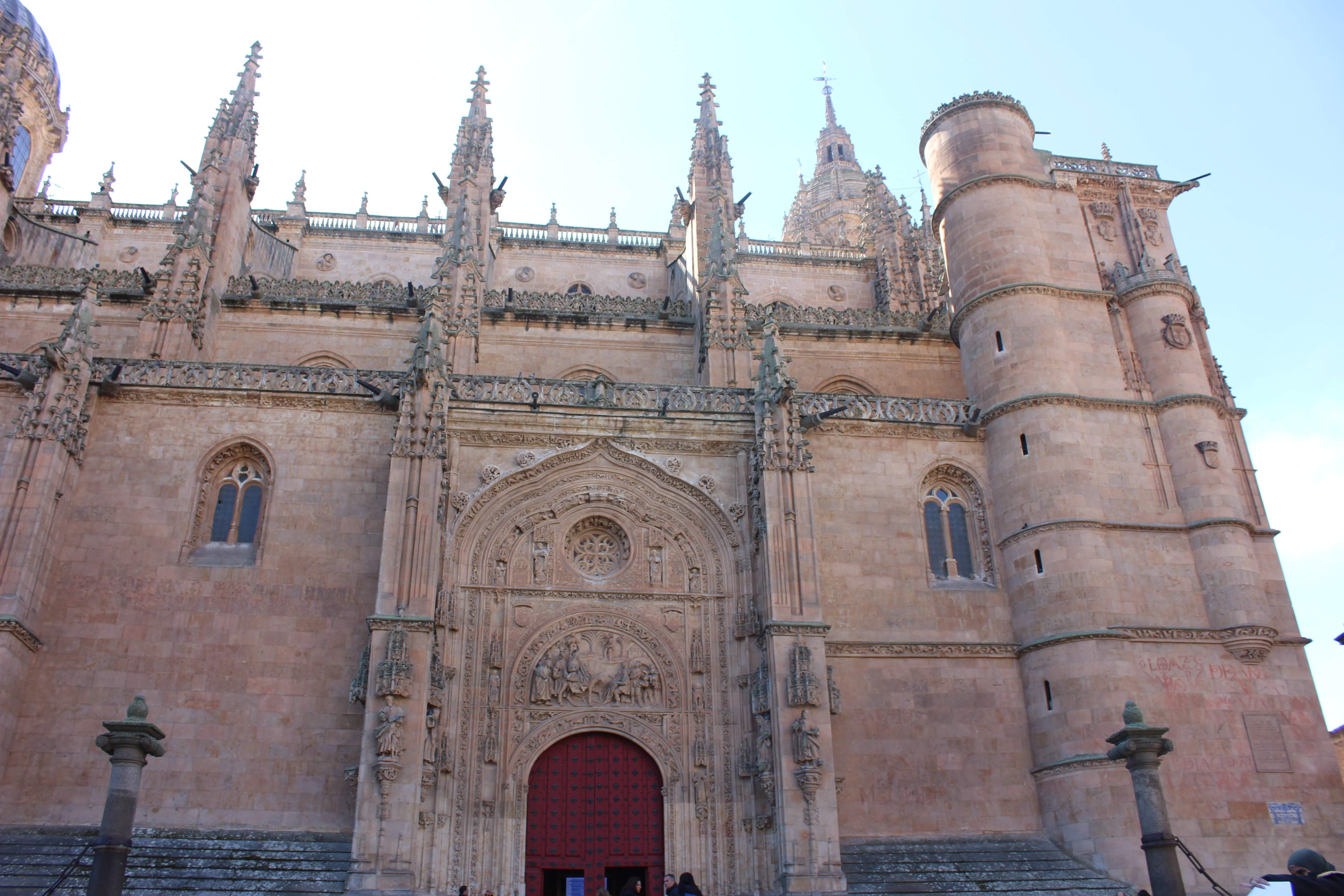
من الأمام مع بوابة الدخول.
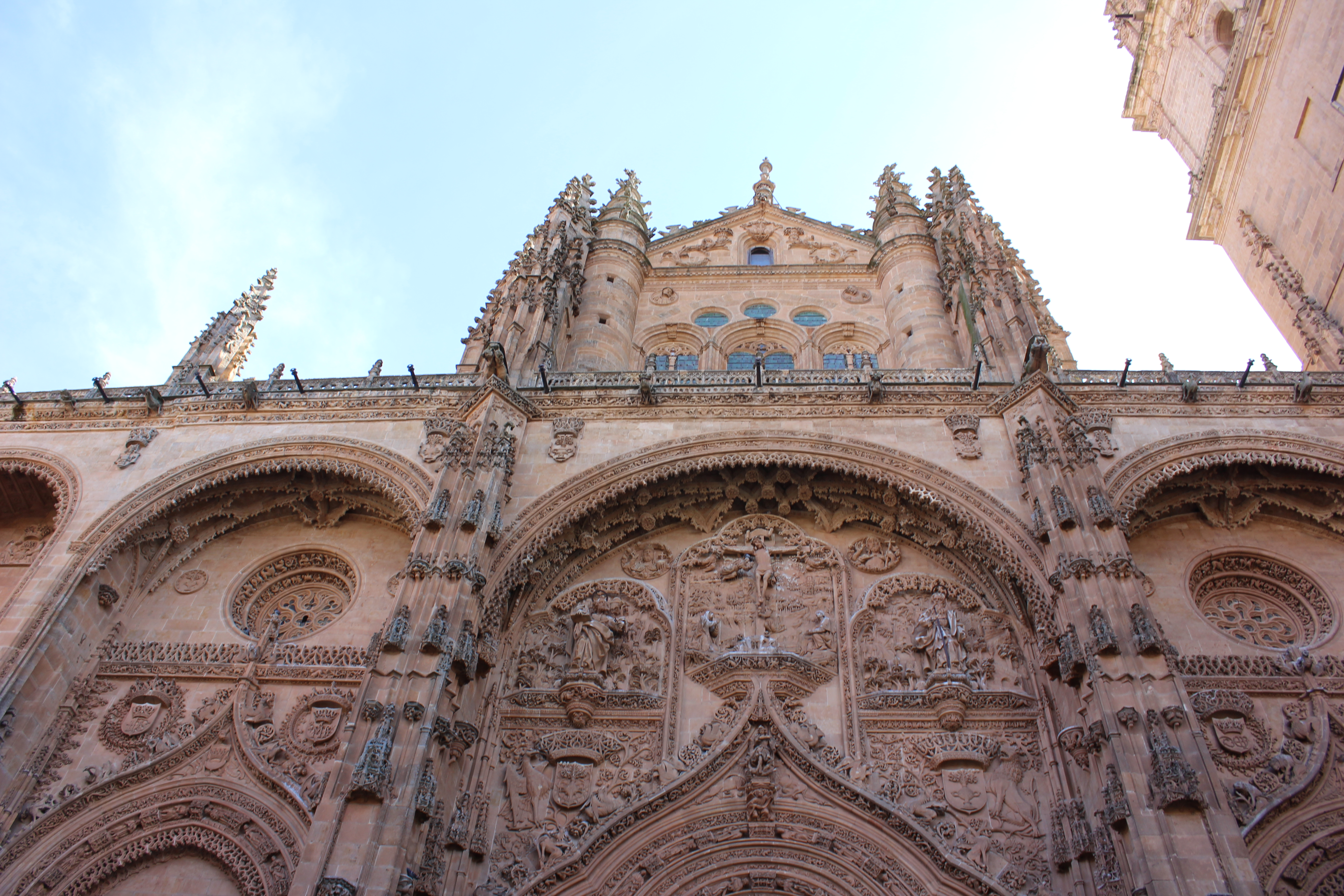
الزخرفة من الجانب.
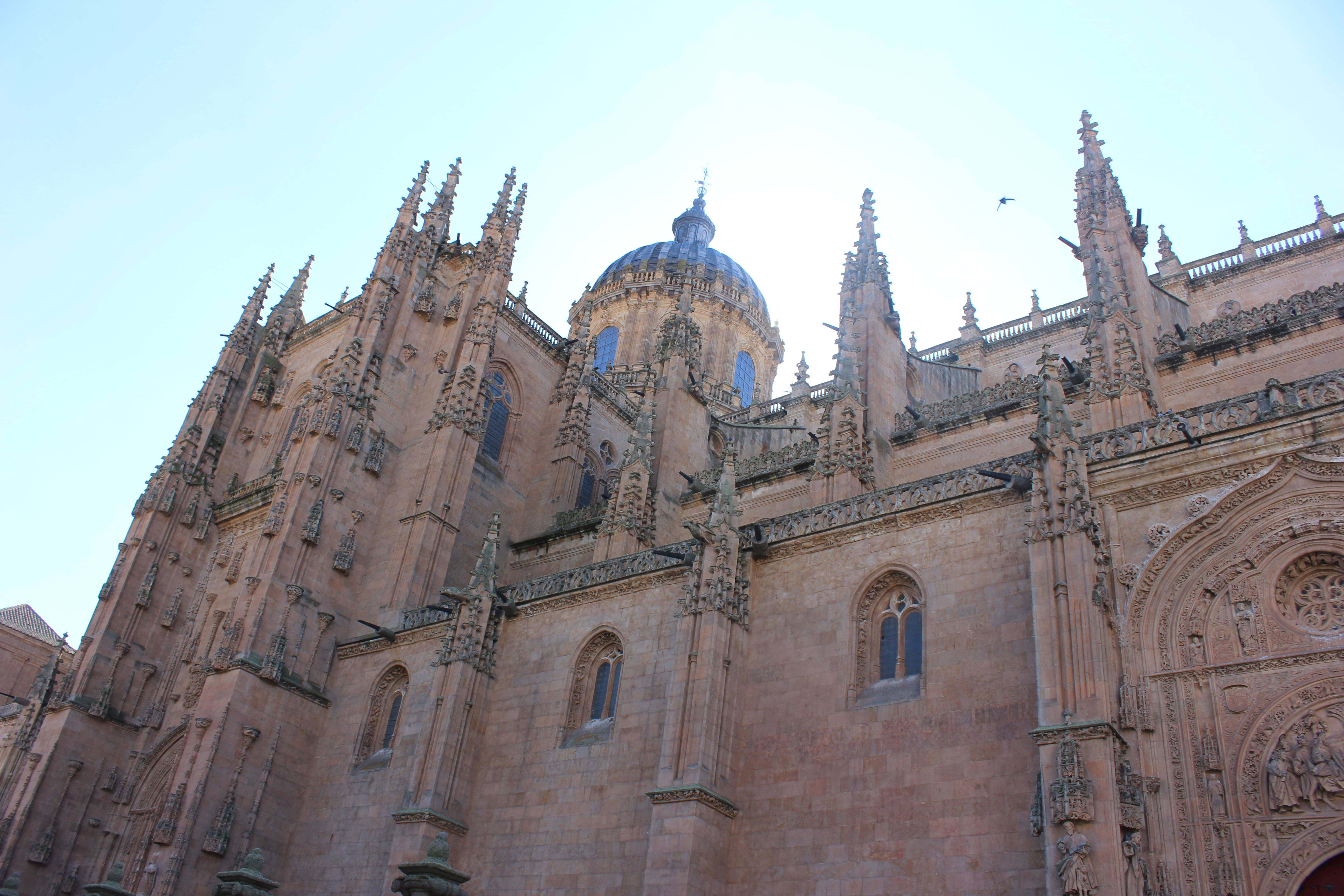
من الأمام من الجانب الغربي.